# Batang Tura
Batang Tura is een bestuurslaag in het regentschap Tapanuli Selatan van de provincie Noord-Sumatra, Indonesië. Batang Tura telt 453 inwoners (volkstelling 2010).